# Score Perfect
Score Perfect („SPP“) ist ein Notensatzprogramm für Windows. Programmautor ist Klaus Kleinbrahm (* 9. Mai 1959 † 7. Juli 2012). Score Perfect wird von der Firma Scoretec weiterentwickelt und vertrieben. Es existiert in den Versionen Professional, Professional Lite, Standard und Education. Nach dem Tod des Programmierers Klaus Kleinbrahm im Jahre 2012 erschienen keine neuen Versionen mehr.
In Score Perfect lassen sich Notensatzelemente ohne vorherige Auswahl eines Werkzeugs mit der Maus setzen oder verändern. Die meisten gängigen Aufgaben des klassischen Notensatzes werden unterstützt. Bei einigen Funktionen in Score Perfect ist es nicht möglich, Werte manuell einzugeben.
Score Perfect ist in den Sprachen Dänisch, Deutsch, Englisch, Französisch, Niederländisch, Schwedisch und Spanisch verfügbar.

## Historie
Die Entwicklung von Score Perfect begann 1989. Für EDV-unterstützten Notensatz gab es seit 1985 verschiedene Lösungsansätze (siehe Finale und Score). Notensatzprogramme waren zu Beginn jedoch recht technisch im Umgang. Der Musiklehrer Klaus Kleinbrahm erstellte ein Software-Konzept mit dem Ziel, eine intuitivere Arbeitsweise zu ermöglichen.
1990 entstand der Score Audio Mode (SAM), der ein lebensechtes Playback der Partitur ermöglicht, indem gesetzte Zeichen wie Fortissimo, Arpeggio oder Triller beim Abspielen beachtet werden.
1992 folgte die Konzeption von Mehrfach-Bereichen, die eine gleichzeitige Bearbeitung mehrerer Tongruppen ermöglicht.
Mitte der 1990er Jahre wurde Score Perfect zeitweilig von Columbus Soft weiterentwickelt und vermarktet, bevor 2001 Vertrieb und Entwicklung von Scoretec übernommen wurden.
Am 7. Juli 2012 verstarb Klaus Kleinbrahm.

## Anwendungsgebiete und Verbreitung
Aufgrund seiner Konzeption und der funktionalen Beschränkung findet Score Perfect vor allem Anwendung im semiprofessionellen Bereich. Das Programm wird von Musikern, Musiklehrern, Chorleitern, Arrangeuren, Komponisten und von Schülern genutzt.
Die Software ist vor allem in Deutschland verbreitet.

## Versionsgeschichte
- Version 5.0 (03/2007): Noten bearbeiten in Ganzseitenansicht
- Version 5.1 (10/2008): Kombisysteme zur Bearbeitung von Gitarrentabulaturen, MusicXML
- Version 5.2 (11/2009): Spielhilfen für Bläser und Gitarristen, E-Mail-Versand von Songs
- Version 6.0 (12/2010): Auto-Layout, Auto-Arrange Arrangierhilfe, Klavierauszug[3]
- Version 7.0 (04/2012): Funktionsbuttons, Internetsuche nach Partiturinformationen, neuer MIDI-Import